# John Brinck
John Manning Brinck (Winters, 16 settembre 1908 – Falfurrias, 19 maggio 1934) è stato un canottiere statunitense.

## Palmarès

### Olimpiadi
- 1 medaglia:
  - 1 oro (Amsterdam 1928 nell'otto)